# AEW Dynamite
AEW Dynamite, znany również jako Wednesday Night Dynamite lub po prostu Dynamite – amerykański profesjonalny program telewizyjny o tematyce wrestlingowej produkowany przez amerykańską promocję All Elite Wrestling (AEW). Jest emitowany na żywo w każdą środę o 20:00 czasu wschodniego (ET), z pewnymi wyjątkami, i jest nadawany zarówno na TBS i serwisie streamingowym Max. Program miał swoją premierę 2 października 2019 roku i jest uważany za flagowy program AEW. Jest to jeden z dwóch cotygodniowych programów firmy, wraz z drugim głównym programem, Saturday Night Collision. Dynamite to pierwszy profesjonalny program wrestlingowy emitowany w TBS od czasu ostatniego odcinka WCW Thunder 21 marca 2001 roku.
Program był pierwotnie emitowany na siostrzanym kanale TBS, TNT, od 2 października 2019 roku do 29 grudnia 2021 roku, po czym przeniósł się do TBS od 5 stycznia 2022 r. Zanim serial pojawił się na TBS, ważne wydarzenia sportowe powodowały, że niektóre odcinki były emitowane później lub w inne noce. Od czerwca 2023 roku do grudnia 2024 roku był to jeden z trzech programów telewizyjnych AEW, oprócz Friday Night Rampage, który miał swoją premierę w sierpniu 2021 roku i zakończył się w grudniu 2024 roku. Od 1 stycznia 2025 roku program jest nadawany zarówno na TBS i serwisie streamingowym Max, nadawanej na żywo w Max niezależnie od lokalizacji, z której program jest produkowany.

## Historia
W listopadzie 2018 zostały zarejestrowane prawa autorskie i znaki towarowe związane z powstającą firmą All Elite Wrestling. Wśród nazw zarejestrowanych było między innymi Tuesday Night Dynamite. 1 stycznia 2019 biznesmeni Shahid Khan i jego syn Tony Khan oficjalnie ogłosili powstanie firmy All Elite Wrestling.
15 maja 2019 firmy All Elite Wrestling i WarnerMedia ogłosiły, że podpisały umowę na transmisję cotygodniowego, dwugodzinnego programu AEW na kanale telewizyjnym TNT. Jego transmisja, zgodnie z umową, miała się zacząć jeszcze w 2019 roku.
24 lipca 2019 All Elite Wrestling ogłosiło, że Dynamite będzie miało premierę w środę 2 października w telewizji TNT. W sierpniu WWE, największa organizacja wrestlingu na świecie, ogłosiła, że jeden ze swoich programów, WWE NXT, również zmienia swój czas emisji na środy. Media spekulowały zamiar prowadzenia rywalizacji o oglądalność, podobną do tej, którą WWE prowadziło wcześniej z WCW (Monday Night Wars).
25 września 2019 All Elite Wrestling ogłosiło rozpoczęcie współpracy z FITE TV, w ramach której państwa spoza Ameryki Północnej mogłyby wykupić pakiet AEW Plus i oglądać odcinki AEW: Dynamite na żywo oraz po premierze. Program został również zapowiedziany w brytyjskiej telewizji ITV4. Okazało się jednak, że nie może być emitowany w Wielkiej Brytanii na żywo ze względu na przepisy telewizji dotyczące przerw na reklamy, więc zamiast tego emitowany jest z czterodniowym opóźnieniem.
Pierwszy odcinek został wyemitowany 2 października 2019. Obejrzało go 1,409 miliona osób, co było najlepszym debiutem w telewizji TNT od pięciu lat. Tego samego dnia w telewizji USA Network debiutował program WWE NXT w formacie dwugodzinnym i na żywo. Media zaczęły nazywać rywalizację między dwoma programami Wednesday Night Wars (pl. Wojny Środowych Nocy).
Ze względu na pandemię COVID-19, która rozpoczęła się w marcu 2020 roku, która spowodowała ograniczenia w wydarzeniach na żywo na całym świecie, AEW organizowała występy na pustych arenach w dniach 18–25 marca i ponownie od 6 maja do 19 sierpnia w Daily’s Place w Jacksonville na Florydzie oraz nagrał sześć tygodni występów od 31 marca do 2 kwietnia w One Fall Power Factory w Norcross w stanie Georgia, de facto ośrodku szkoleniowym AEW. Podczas tych transmisji AEW wykorzystywało swoich pracowników i inne talenty na ringu, aby służyć jako publiczność na żywo podczas walk, gdy nie brali udziału w walkach ani innych segmentach nadawanych na antenie. Później AEW zaczęło zezwalać na obecność większej liczbie rodzin i przyjaciół niezbędnego personelu, a 27 sierpnia 2020 roku (przeniesionym na czwartek ze względu na play-offy NBA) AEW wznowiło transmisję na żywo z Daily’s Place, choć z ograniczoną liczbą 10–15% miejsce. Podczas pandemii, aby zapewnić sobie więcej czasu wolnego, AEW często nagrywało dwa tygodnie występów w ciągu dwóch dni (środa na żywo, potem nagranie w czwartek), co dawało zapaśnikom tydzień wolnego. Procedura ta umożliwiła również AEW wstępne nagranie w tym formacie programów z okazji Święta Dziękczynienia i Bożego Narodzenia. Następnie AEW zaczęło organizować występy przy pełnej wydajności w Daily’s Place w maju 2021 roku. Również w maju AEW ogłosiło, że powróci do tras na żywo, zaczynając od specjalnego odcinka Dynamite zatytułowanego Road Rager 7 lipca, stając się z kolei pierwszą dużą promocją wrestlingu zawodowego, która wznowiła trasy na żywo podczas pandemii. Road Rager był także pierwszym z czterotygodniowej trasy specjalnych Dynamite zwanej trasą „Welcome Back”, która była kontynuowana dwuczęściowym Fyter Fest w dniach 14 i 21 lipca i zakończyła się Fight for the Fallen 28 lipca.
W odniesieniu do dodania Rampage na TNT w sierpniu 2021 roku WarnerMedia zapytał Khana, czy wolałby wydłużyć Dynamite do trzech godzin, ale odrzucił ten pomysł, stwierdzając, że nie chce wyświetlać Dynamite przez tak długi czas, ponieważ naprawdę tego chciał trzecia godzina jako osobny program w inną noc. Twierdził również, że Rampage nie będzie programem wtórnym wobec Dynamite, a jego partnerem lub odpowiednikiem. Powiedział dalej, że Dynamite i Rampage będą głównymi właściwościami AEW, podczas gdy ich programy na YouTube, Dark i Elevation, będą ich właściwościami peryferyjnymi, zasadniczo ich programami rozwojowymi. 25 października 2021 roku ogłoszono, że Dynamite zacznie nadawać na żywo od wybrzeża do wybrzeża, począwszy od odcinka 27 października (powrót programu do środowych wieczorów po dwóch tygodniach ze względu na relację TNT z NHL). Trwało to aż do przejścia Dynamite do TBS.
5 stycznia 2022 roku Dynamite przeniósł się z TNT do TBS, co oznacza pierwszy program o wrestlingu nadawany w TBS od 2001 roku.
W maju 2023 roku AEW potwierdziło, że premiera innego programu telewizyjnego Collision będzie miała miejsce w czerwcu na TNT (Dark i Elevation również zostały odwołane, a Rampage przeniosło się na prezentację rozwijających się talentów). Przed oficjalnym ogłoszeniem Collision spekulowano, że po dodaniu Collision AEW dokona jakiejś formy podziału rosteru, podobnego do podziału na brandy WWE, w którym część składu będzie występować tylko na Dynamite, podczas gdy druga część na Collision. Podczas występu w podcaście Barstool Rasslin’ 13 czerwca Khan powiedział, że nie będzie twardego podziału, w którym wrestlerzy będą pojawiać się wyłącznie w jednym programie. Zamiast tego powiedział, że niektórzy wrestlerzy pojawią się w niektórych programach, ale może pojawić się możliwość skrzyżowania historii pomiędzy nimi. Potwierdził również, że posiadacze tytułów będą mistrzami wszystkich programów AEW.

## Transmisja międzynarodowa
W Stanach Zjednoczonych Dynamite jest emitowany na żywo w środy na kanale TBS o godzinie 20:00 czasu wschodniego. 15 stycznia 2020 roku ogłoszono, że WarnerMedia przedłużył umowę na serial do 2023 roku. Serial był pierwotnie emitowany na siostrzanym kanale TBS, TNT, od października 2019 roku do grudnia 2021 roku. W dniu 2 października 2024 roku, w piątą rocznicę pierwszego Dynamite, AEW i Warner Bros. Discovery (dawniej WarnerMedia) ogłosiły wieloletnie przedłużenie praw medialnych, w ramach którego Dynamite będzie nadawane zarówno na TBS, jak i platformie streamingowej WBD Max, począwszy od 1 stycznia 2025 roku, wraz ze specjalnym programem Fight for the Fallen.
25 września 2019 roku stacja AEW ogłosiła zawarcie międzynarodowej umowy streamingowej z FITE TV, głównie w regionach poza Stanami Zjednoczonymi i Kanadą, za pośrednictwem pakietu „AEW Plus”, który obejmuje transmisję strumieniową na żywo i dostęp do powtórek Dynamite w transmisji jednoczesnej z emisją w USA.

### Kanada
W Kanadzie prawa do transmisji Dynamite nabyła stacja TSN należąca do Bell Media, co oznaczało powrót wrestlingu zawodowego do sieci po tym, jak WWE Raw przeniosło się do konkurencyjnej sieci The Score (obecnie Sportsnet 360) w 2006 roku. Program jest transmitowany w simulcast z TNT w Stanach Zjednoczonych (ale podlega harmonogramowi) i jest transmitowany na TSN Direct, a także na stronie internetowej TSN. Od 24 sierpnia 2022 roku Dynamite był również emitowany w języku francuskim na kanale Réseau des sports (RDS). Od 30 grudnia 2022 roku AEW zaprzestało emisji na kanale Réseau des sports (RDS) z powodu ograniczeń budżetowych sieci.

### Europa
W Wielkiej Brytanii stacja AEW zawarła umowę z ITV network na nadawanie programów AEW, przy czym Dynamite jest emitowany na kanale ITV4 w każdy piątkowy wieczór, a powtórki w każdy poniedziałkowy wieczór na kanale ITV1. Można go również oglądać w serwisie streamingowym ITVX.
22 października 2019 roku TNT Serie ogłosiło umowę na emisję Dynamite w piątkowe wieczory w Niemczech. 24 października 2019 roku Toonami ogłosiło umowę na emisję Dynamite we wtorkowe wieczory we Francji. 21 lipca 2020 roku Sky Sport i AEW ogłosiły umowę na emisję Dynamite w piątkowe wieczory we Włoszech, zastępując programowanie WWE. AEW emitowało również na Sport Extra w Rumunii od 2020 do 2022 roku. Dynamite emitowano w Polsce od 5 marca do 27 sierpnia 2022 roku na kanale Warner TV. W Hiszpanii AEW ogłosiło, że będzie emitować Dynamite na TNT od 17 czerwca 2022 roku, a później na żywo od 19 czerwca 2022 roku. Od 2023 roku na niektórych rynkach europejskich (w tym w takich krajach jak Portugalia, Szwecja, Polska, Turcja, Rumunia i Czechy) Dynamite (oraz inne wydarzenia AEW, takie jak PPV, Rampage, Dark, Elevation i Battle of the Belts) są dostępne na platformie DAZN.

### Ameryka Łacińska
22 października 2020 roku stacja AEW zawarła porozumienie z platformą cyfrową, a stacja Pluto TV będzie transmitować powtórki wydarzeń (w tym poprzednie transmisje pay-per-view) z komentatorami mówiącymi po hiszpańsku z Ameryki Łacińskiej.
22 listopada 2020 roku Dynamite rozpoczął emisję na Space, kanale WarnerMedia International w Brazylii oraz na hiszpańskojęzycznej wersji Space, dostępnej w całej Ameryce Łacińskiej w niedziele. 30 września 2022 roku ogłoszono, że AEW zakończy emisję na Space w Ameryce Łacińskiej 1 października, a Brazylia 30 grudnia. Obecnie AEW Dynamite (wraz z resztą programu AEW) jest emitowany przez Televisa-Univision, na TUDN w Meksyku i na platformie streamingowej ViX w pozostałej części Ameryki Łacińskiej i na Karaibach.

### Afryka
Emisja programu Dynamite na kanale TNT Africa rozpoczęła się 5 lutego 2021 roku w krajach anglojęzycznych Afryki Subsaharyjskiej. Program jest emitowany w każdą niedzielę rano o godzinie 10:00 czasu CAT, cztery dni po emisji w USA.

### Azja
W Indiach AEW ogłosiło, że będzie emitować Dynamite na kanale Eurosport od 15 sierpnia 2021 roku, a następnie na żywo od 19 sierpnia 2021 roku, w każdy czwartek o 5:30 czasu indyjskiego. Dynamite rozpoczął emisję na kanale Premier Sports na Filipinach 25 września 2021 roku. 8 kwietnia 2022 roku ogłoszono, że w ramach współpracy AEW i NJPW Dynamite będzie emitowany w Japonii na kanale NJPW World.

### Oceania
Dynamite będzie można oglądać na kanale ESPN2 od 16 lutego 2023 roku w Australii, Nowej Zelandii, Fidżi, Samoa, Tonga, Wyspach Cooka, Wyspach Salomona, Niue, Nauru, Vanuatu, Kiribati, Marianach Północnych, Tokelau, Tahiti, Tuvalu, Nowej Kaledonii, Samoa Amerykańskim, Wyspach Marshalla, Palau, Sfederowanych Stanach Mikronezji, Papui-Nowej Gwinei oraz Wallis i Futunie.